# They-sous-Vaudemont
Pour les articles homonymes, voir They.
They-sous-Vaudémont est une commune française située dans le département de Meurthe-et-Moselle en région Grand Est.

## Géographie
| Dommarie-Eulmont | Vaudémont           |            |
| Pulney           | They-sous-Vaudemont | Saxon-Sion |
|                  | Gugney              |            |

### Hydrographie
La commune est dans le bassin versant du Rhin au sein du bassin Rhin-Meuse. Elle est drainée par le ruisseau le Beaulong,.
Le Beaulong, d'une longueur de 11 km, prend sa source dans la commune  et se jette  dans le Madon à Battexey, après avoir traversé six communes. 

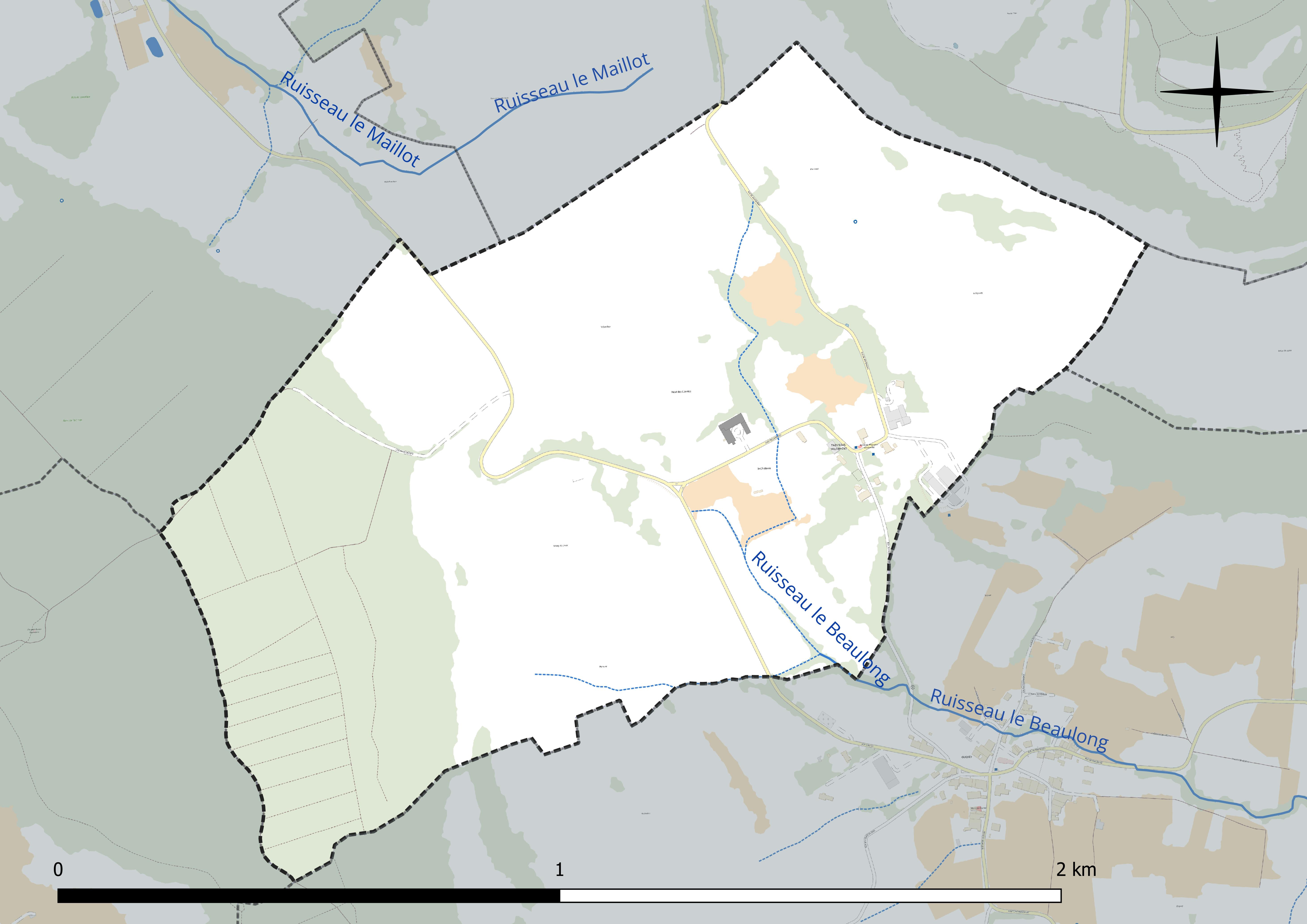
Réseau hydrographique de They-sous-Vaudemont.

### Climat
Pour des articles plus généraux, voir Climat du Grand Est et Climat de Meurthe-et-Moselle.
En 2010, le climat de la commune est de type climat de montagne, selon une étude du Centre national de la recherche scientifique s'appuyant sur une série de données couvrant la période 1971-2000. En 2020, Météo-France publie une typologie des climats de la France métropolitaine dans laquelle la commune est dans une zone de transition entre le climat océanique altéré et le climat océanique altéré et est dans la région climatique  Lorraine, plateau de Langres, Morvan, caractérisée par un hiver rude (1,5 °C), des vents modérés et des brouillards fréquents en automne et hiver. 
Pour la période 1971-2000, la température annuelle moyenne est de 9,4 °C, avec une amplitude thermique annuelle de 17 °C. Le cumul annuel moyen de précipitations est de 1 064 mm, avec 12,5 jours de précipitations en janvier et 10,4 jours en juillet. Pour la période 1991-2020, la température moyenne annuelle observée sur la station météorologique de Météo-France la plus proche, « Mirecourt-inra », sur la commune de Mirecourt à 13 km à vol d'oiseau, est de 10,4 °C et le cumul annuel moyen de précipitations est de 824,3 mm. 
La température maximale relevée sur cette station est de 39,5 °C, atteinte le 25 juillet 2019 ; la température minimale est de −19,5 °C, atteinte le 20 décembre 2009,,. 
Les paramètres climatiques de la commune ont été estimés pour le milieu du siècle (2041-2070) selon différents scénarios d'émission de gaz à effet de serre à partir des nouvelles projections climatiques de référence DRIAS-2020. Ils sont consultables sur un site dédié publié par Météo-France en novembre 2022.

## Urbanisme

### Typologie
Au 1er janvier 2024, They-sous-Vaudemont est catégorisée commune rurale à habitat dispersé, selon la nouvelle grille communale de densité à sept niveaux définie par l'Insee en 2022.
Elle est située hors unité urbaine. Par ailleurs la commune fait partie de l'aire d'attraction de Nancy, dont elle est une commune de la couronne,. Cette aire, qui regroupe 353 communes, est catégorisée dans les aires de 200 000 à moins de 700 000 habitants,.

### Occupation des sols
L'occupation des sols de la commune, telle qu'elle ressort de la base de données européenne d’occupation biophysique des sols Corine Land Cover (CLC), est marquée par l'importance des territoires agricoles (76,6 % en 2018), une proportion identique à celle de 1990 (76,6 %). La répartition détaillée en 2018 est la suivante : prairies (35,3 %), forêts (23,4 %), zones agricoles hétérogènes (23,2 %), terres arables (18,2 %). L'évolution de l’occupation des sols de la commune et de ses infrastructures peut être observée sur les différentes représentations cartographiques du territoire : la carte de Cassini (XVIIIe siècle), la carte d'état-major (1820-1866) et les cartes ou photos aériennes de l'IGN pour la période actuelle (1950 à aujourd'hui).

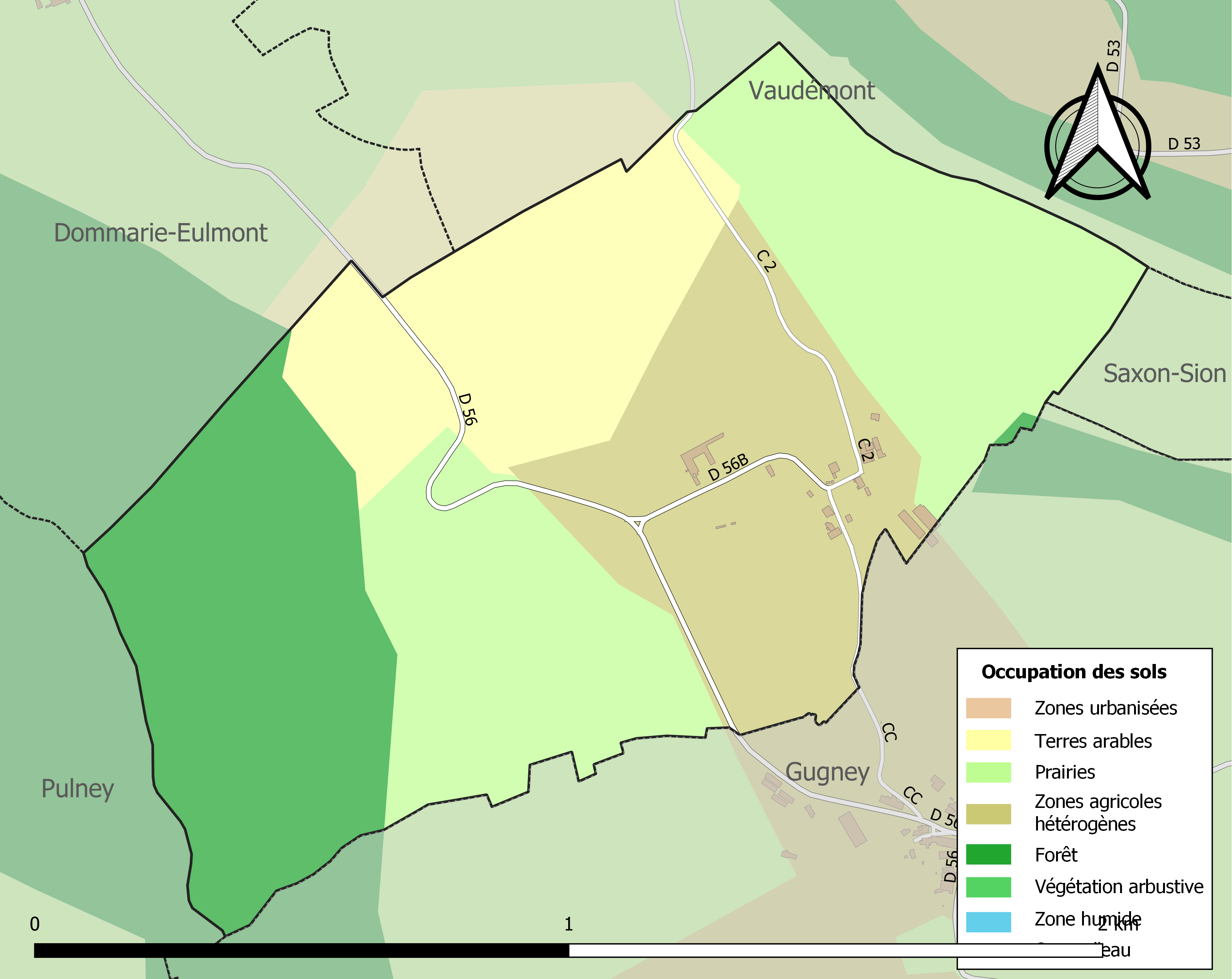
Carte des infrastructures et de l'occupation des sols de la commune en 2018 (CLC).

## Toponymie
Le nom de la localité est attesté sous les formes Thil (1398) ; La forte maison de Ty (1451) ; They-soubz-Vaudémont (1487) ; They ou They-sous-Vaudémont .

De l'oïl teil « tilleul ».
They est au sud de Vaudémont.

## Histoire
Château mentionné en 1452. Les deux seigneurs le possédant en indivis étaient Jacques de Haussonville et Thielman Wolf Diedrenne.

## Politique et administration
| Période                                  | Période                   | Identité                                          | Étiquette | Qualité      |
| ---------------------------------------- | ------------------------- | ------------------------------------------------- | --------- | ------------ |
| Les données manquantes sont à compléter. |                           |                                                   |           |              |
| mars 2001                                | août 2011                 | Daniel Thomas                                     |           |              |
| octobre 2011                             | En cours (au 27 mai 2020) | Bernadette Thomas Réélue pour le mandat 2020-2026 |           | Agricultrice |

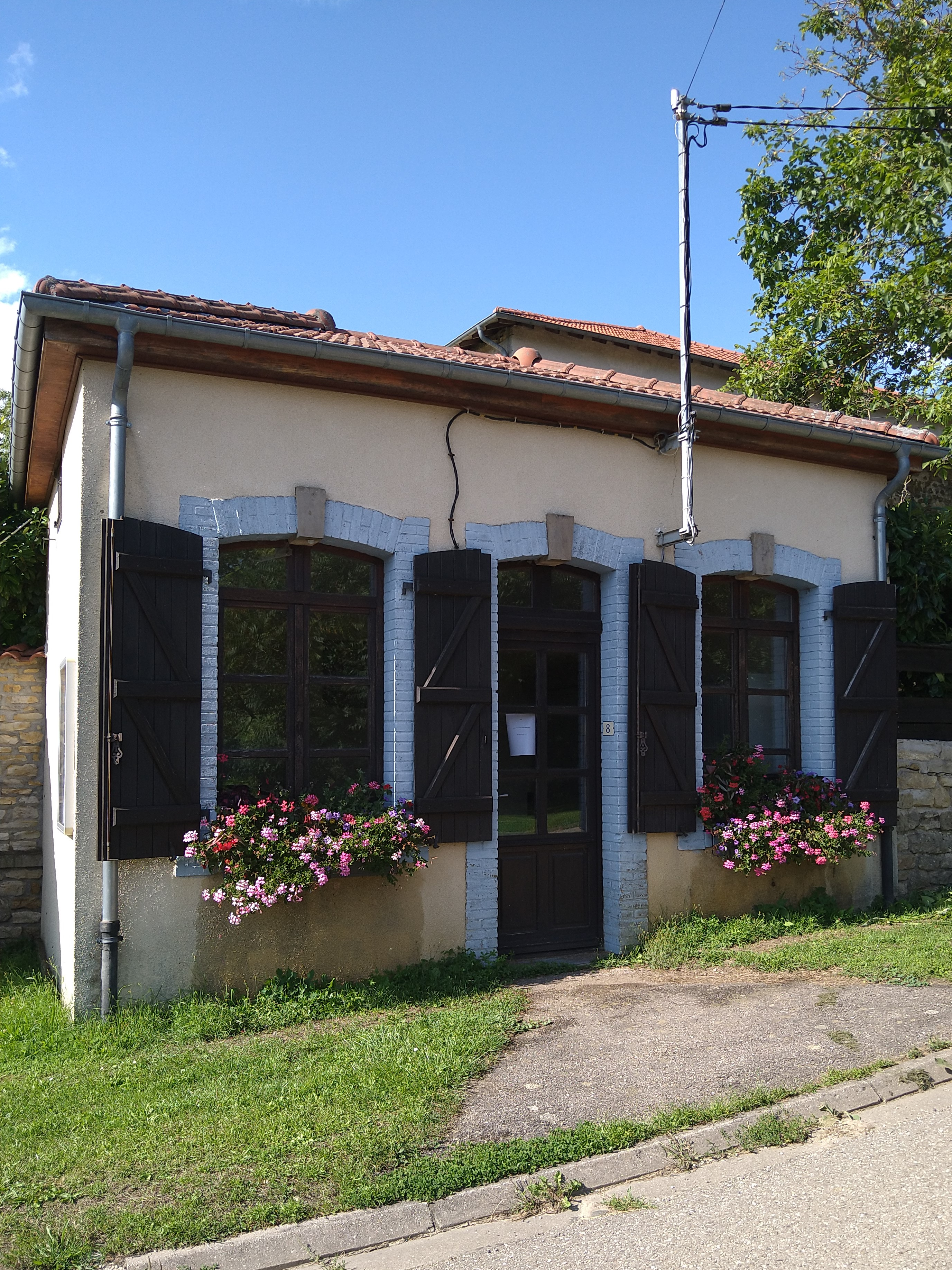
Mairie de They-sous-Vaudémont.

À l'élection présidentielle en 2017, qui voit l'élection d'Emmanuel Macron, la commune se distingue avec un score de 100 % des suffrages exprimés en faveur de Marine Le Pen, candidate du Front national. À noter cependant que sur les 15 électeurs inscrits, 3 se sont abstenus, 1 a voté blanc et 2 votes ont été déclarés nuls.

## Population et société

### Démographie
L'évolution du nombre d'habitants est connue à travers les recensements de la population effectués dans la commune depuis 1793. Pour les communes de moins de 10 000 habitants, une enquête de recensement portant sur toute la population est réalisée tous les cinq ans, les populations de référence des années intermédiaires étant quant à elles estimées par interpolation ou extrapolation. Pour la commune, le premier recensement exhaustif entrant dans le cadre du nouveau dispositif a été réalisé en 2008.

En 2022, la commune comptait 18 habitants, en évolution de +50 % par rapport à 2016 (Meurthe-et-Moselle : −0,13 %, France hors Mayotte : +2,11 %).
| 1793 | 1800 | 1806 | 1821 | 1831 | 1836 | 1841 | 1846 | 1851 |
| ---- | ---- | ---- | ---- | ---- | ---- | ---- | ---- | ---- |
| 86   | 85   | 89   | 101  | 84   | 96   | 77   | 74   | 65   |

| 1856 | 1861 | 1872 | 1876 | 1881 | 1886 | 1891 | 1896 | 1901 |
| ---- | ---- | ---- | ---- | ---- | ---- | ---- | ---- | ---- |
| 66   | 77   | 65   | 61   | 59   | 51   | 51   | 36   | 54   |

| 1906 | 1911 | 1921 | 1926 | 1931 | 1936 | 1946 | 1954 | 1962 |
| ---- | ---- | ---- | ---- | ---- | ---- | ---- | ---- | ---- |
| 43   | 41   | 29   | 17   | 14   | 15   | 21   | 25   | 13   |

| 1968 | 1975 | 1982 | 1990 | 1999 | 2006 | 2008 | 2013 | 2018 |
| ---- | ---- | ---- | ---- | ---- | ---- | ---- | ---- | ---- |
| 14   | 13   | 13   | 11   | 11   | 13   | 13   | 11   | 16   |

| 2022 | - | - | - | - | - | - | - | - |
| ---- | - | - | - | - | - | - | - | - |
| 18   | - | - | - | - | - | - | - | - |

## Culture locale et patrimoine

### Lieux et monuments
- Vestiges de motte castrale et ruines de basse-cour fossoyée remontant peut être au XIe siècle, relevait du comte de Vaudémont ; à l'emplacement d'une maison forte du XVe (?), détruite au XVIIe fut reconstruit un château moderne en 1701, Charles Virion, seigneur de They donna le dénombrement de sa seigneurie en ces termes : "le fief de They consistant en château, maison forte ceinte de murailles, garnie de deux tours, une ronde et l'autre carrée, avec la porterie, barbacanes, fossés et basse-cour au dedans"
- Commune sans église. Elle fut démolie en 1899 car elle menaçait de s'écrouler.
- Prieuré : en février 1630, Didier Virion, conseiller d'état du duc de Lorraine Charles IV de Lorraine, fonda à They une chapelle à titre de prieuré séculier. De nos jours, il a été converti en habitation.

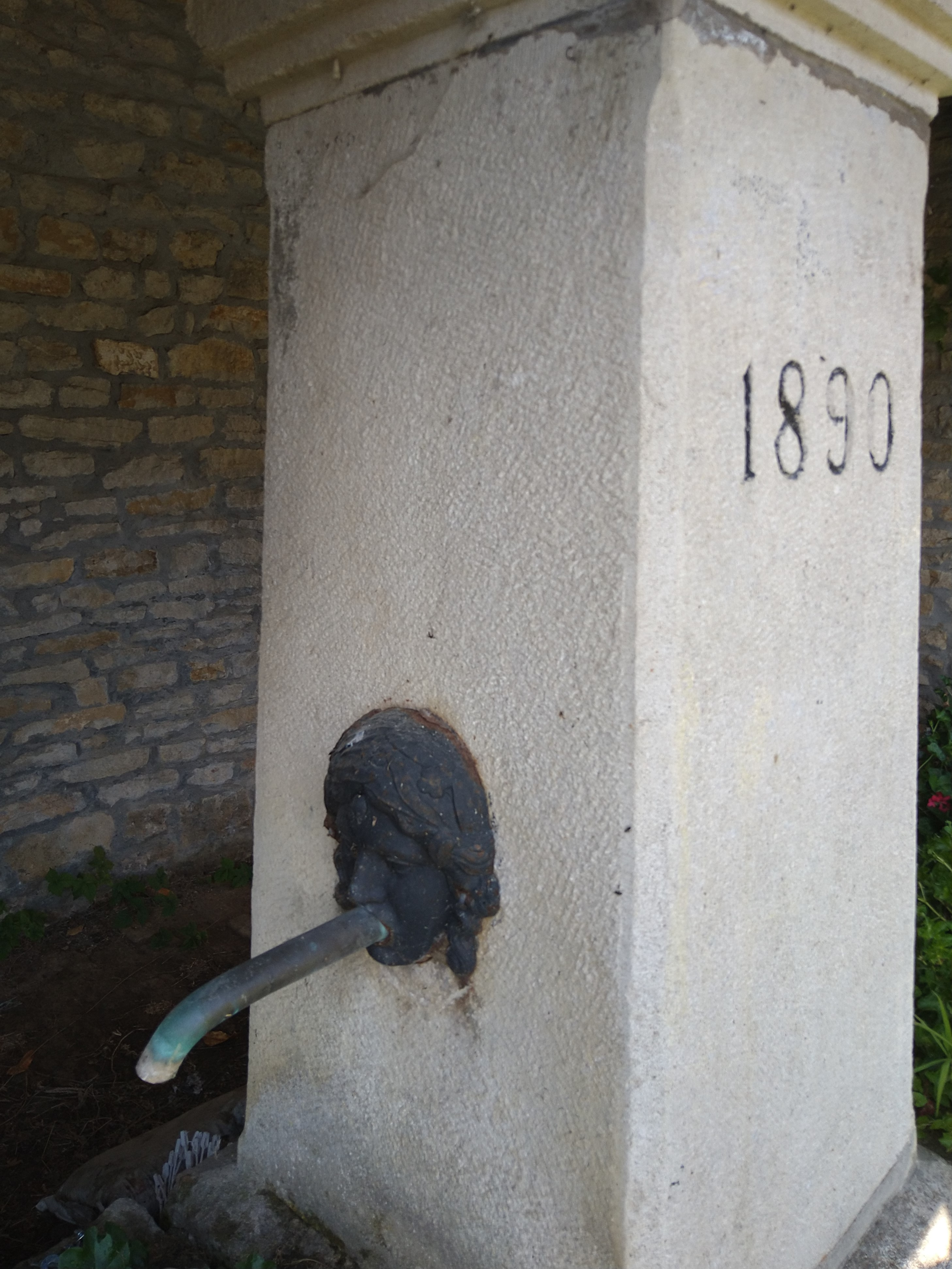
Bouche de fontaine.
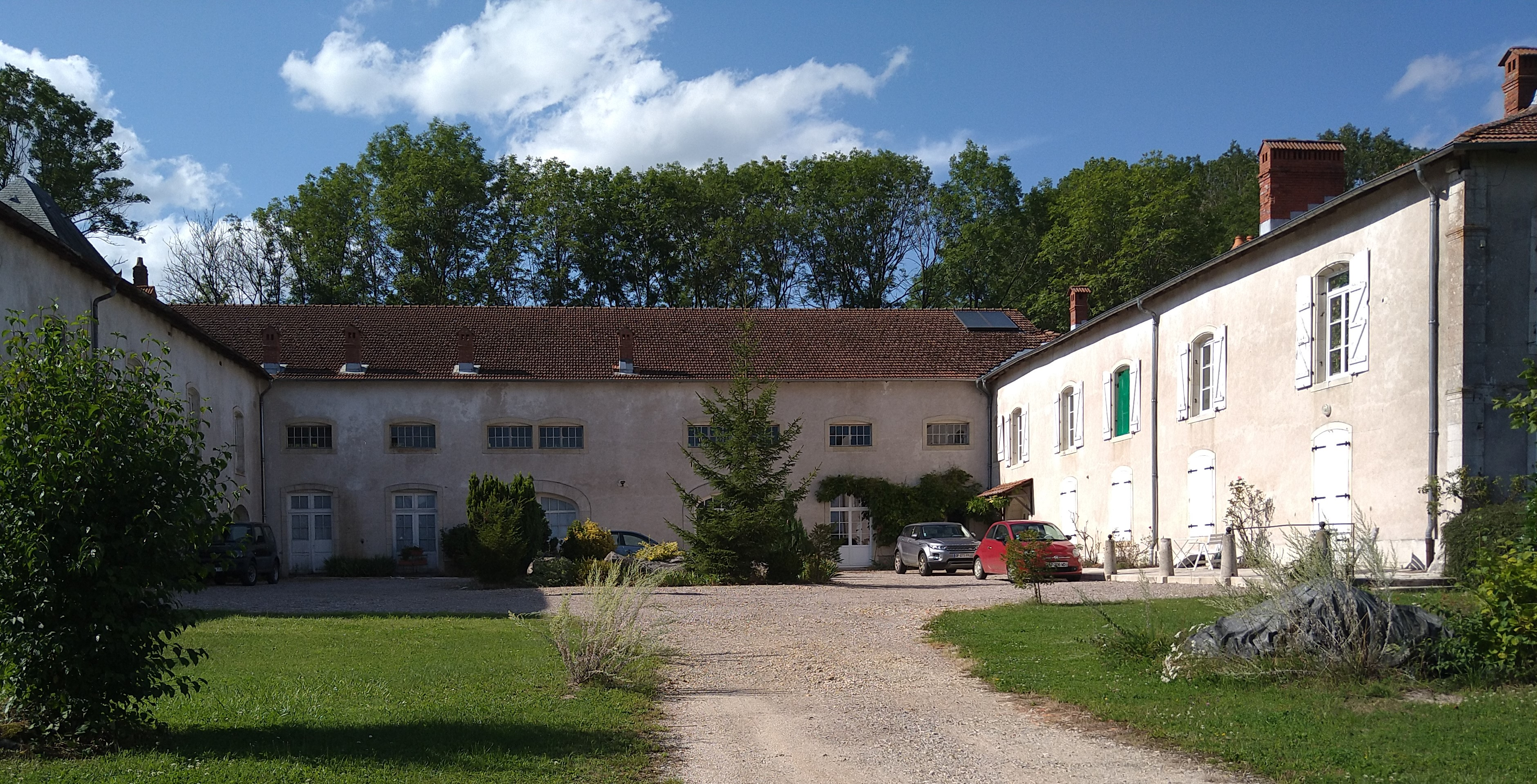
L'ancien prieuré (1630).
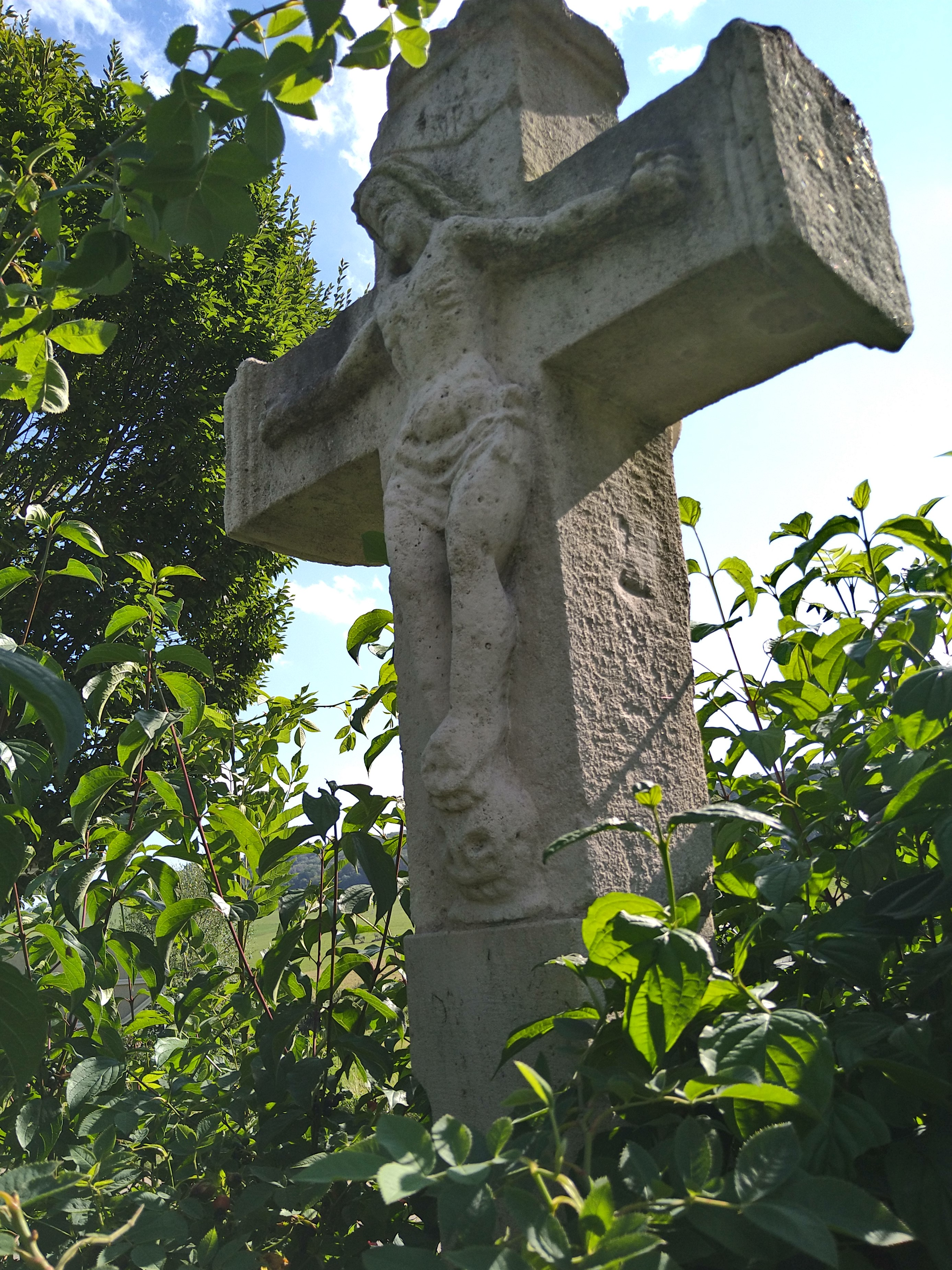
Croisillon du calvaire.

.

### Personnalités liées à la commune
- François Alexandre Alfred Gérardin (1841-1905), garde-officier forestier, peintre et graveur, y est mort.
- Didier Virion de Nibles, seigneur de They-sous-Vaudemont, conseiller du duc de Lorraine Charles IV, fait une donation pour établir une chapelle en 1630.

### Héraldique
| Blason de They-sous-Vaudemont | Blason  | Burelé d'argent et de sable de dix pièces chargé d'une étoile d'or accompagnée de trois gerbes de même.                                             |
| Blason de They-sous-Vaudemont | Détails | Ce sont les armes de Vaudémont chargées de celles de la famille Virion, anciens seigneurs du lieu. Le statut officiel du blason reste à déterminer. |